# میگل (خواننده)
میگل (انگلیسی: Miguel؛ زادهٔ ۲۳ اکتبر ۱۹۸۵) یک موسیقی‌دان اهل ایالات متحده آمریکا است. وی از سال ۱۹۹۸ میلادی تاکنون مشغول فعالیت بوده‌است.
از فیلم‌های معروف او می‌توان به بازی در فیلم دیترویت اشاره کرد.